# Acanthurus reversus
Acanthurus reversus is een  straalvinnige vissensoort uit de familie van doktersvissen (Acanthuridae). De wetenschappelijke naam van de soort is voor het eerst geldig gepubliceerd in 1999 door Randall & Earle.